# 下関市歌
「下関市歌」（しものせきしか）は、日本の山口県下関市が制定した市歌である。作詞・石川千史、補作・北原白秋、作曲・山田耕筰。

## 解説
1928年（昭和3年）に下関市役所が企画した昭和天皇の御大典記念事業として、当初は「市憲（市民憲章）を制定すること」とされていたが、市側の事情で断念されたため1931年（昭和6年）5月26日に下関市議会で「市憲を制定すること」を「市歌を制定すること」へ変更する決議が採択された。
市が主催した歌詞の懸賞募集では厚狭郡小野田町（現在の山陽小野田市）からの応募作が入選し、審査委員を務めた北原白秋が補作したものが採用される。作曲は市からの依頼により山田耕筰が手掛けており、1932年（昭和7年）8月5日に市立下関高等女学校で開催された発表演奏会では山田が講演を行った。
吉田常夏が主宰した文芸誌『燭台』では10月号で「市歌批判」と題する特集を組み、総勢30名に及ぶ寄稿者が採用された歌詞に対して肯定・否定の双方から意見を表明した。歌詞と楽譜は戦前・戦後を通じて『下関市勢要覧』の巻頭に長らく掲載され続け、このうち旋律は2015年（平成27年）に著作権の保護期間を満了している。なお市歌制定時に市が制定を断念した市民憲章は、40年後の1968年（昭和43年）に市制80周年を記念して初代の「下関市民憲章」が制定された。

### 新設合併後の扱い
平成の大合併において（旧）下関市は2005年（平成17年）に豊浦郡菊川町、豊田町、豊浦町、豊北町の4町と新設合併し、2代目の（新）下関市が成立した。（旧）下関市以外では豊浦町と豊北町が町民歌を制定していたが、下関市・豊浦郡4町合併協議会では合併後の各市町歌の扱いについて「新市において新たに定める」ことが取り決められたため、合併期日の2月13日を以て（旧）下関市が制定した「下関市歌」は豊浦町および豊北町の町民歌と共に失効し、一旦「廃止」の扱いとなった。
合併後の2005年6月、協定に基づき下関市慣行策定委員会が招集され旧市町歌の扱いについても協議されたが、その答申では（旧）下関市が制定した市歌および豊浦町と豊北町の町民歌、他4町が作成した音頭やイメージソング等につき当面の間、使用を継続することとされた。従って、新設合併後も1932年（昭和7年）制定の市歌が引き続きその地位を保ったことになるが市のウェブサイトでは一切紹介されておらず、市議会ではその後も散発的に新市歌の制定に関する質問が行われている。また、市民憲章に関しては旧市のものを引き継ぐことは無く、合併から2年後の2007年（平成19年）に2代目の「下関市民憲章」が制定された。